# Chrysler New Yorker Fifth Avenue
Der Chrysler New Yorker Fifth Avenue ist eine viertürige Stufenhecklimousine, die der US-amerikanische Automobilhersteller Chrysler in den Modelljahren 1990 bis 1993 unter eigener Marke vor allem in Nordamerika verkaufte. Das Auto basiert auf Chryslers Y-Plattform und ist ein Mitglied der K-Car-Familie. Stilistisch und technisch ist der New Yorker Fifth Avenue eine verlängerte und hochwertiger ausgestattete Version des zeitgenössischen Chrysler New Yorker, zu dem es bei den anderen Marken des Chrysler-Konzerns keine Parallelmodelle gab. Eine stilistisch abgewandelte, noch luxuriösere Variante des New Yorker Fifth Avenue stand zur gleichen Zeit als Chrysler Imperial im Programm.

## Entstehungsgeschichte

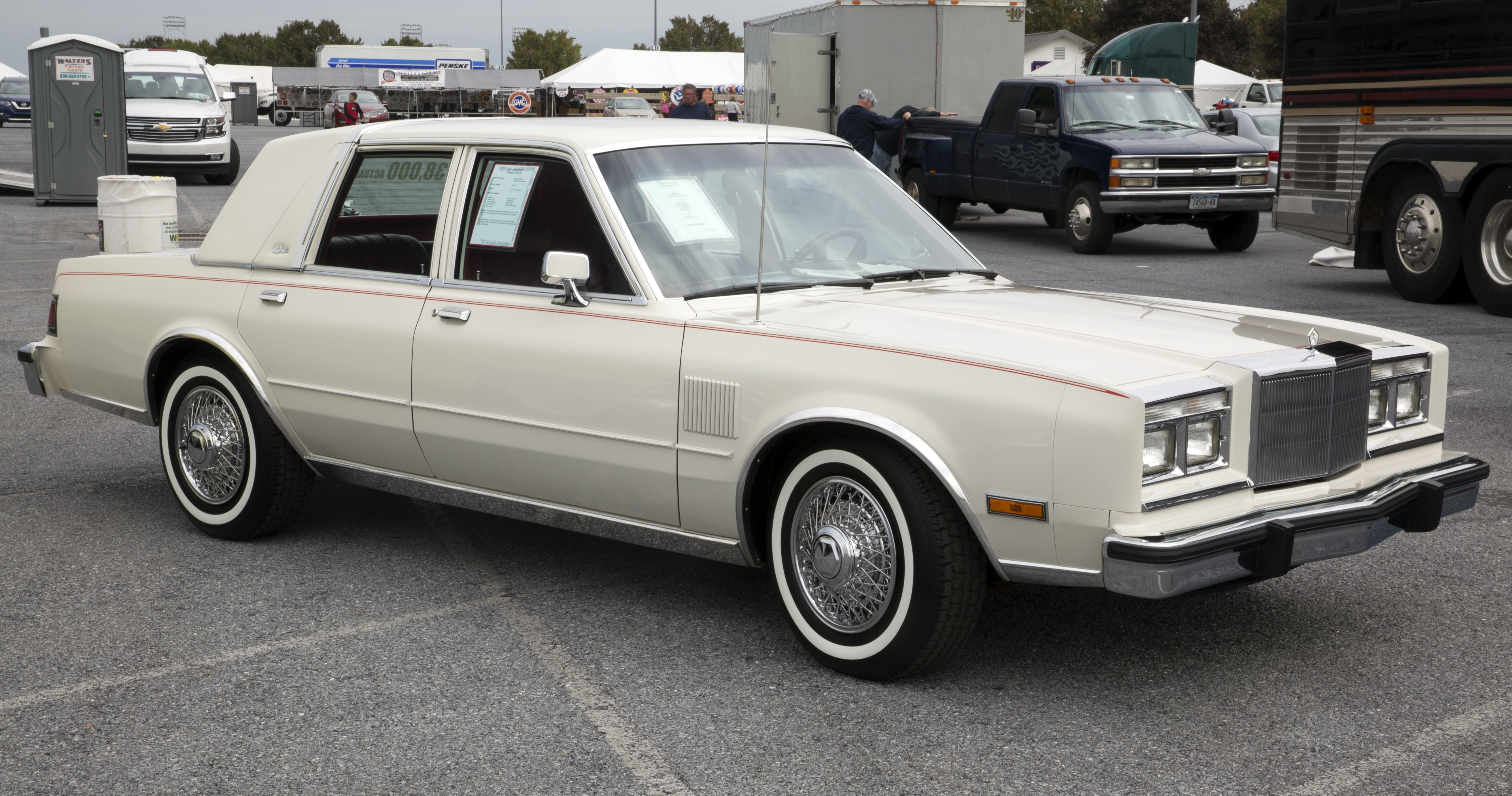
Vorgänger mit Hinterradantrieb: Chrysler Fifth Avenue (1984–1989)

Chrysler nutzte die Bezeichnung New Yorker  seit 1938 für hochwertig ausgestattete Personenwagen der Kernmarke. Meist – allerdings nicht durchgängig – waren die New Yorker die größten und teuersten Modelle des Chrysler-Konzerns, wobei besonders hochwertige Ausstattungsvarianten zeitweise mit dem Zusatz Fifth Avenue bezeichnet wurden. Bis 1983 hatten alle New-Yorker-Baureihen Hinterradantrieb. Die letzte hinterradgetriebene Generation war von der Mittelklasse-Plattform M-Body abgeleitet, die in den 1970er-Jahren auf den Markt gekommen war. Zum Modelljahr 1983 führte Chrysler dann einen neuen, wesentlich kleineren New Yorker mit Frontantrieb ein, der auf der E-Plattform basierte und ein Mitglied der K-Car-Familie war. Um auch weiterhin Kunden bedienen zu können, die große, konservative Autos schätzten, behielt Chrysler den alten M-Body-New Yorker mit Hinterradantrieb auch nach der Einführung des neuen Frontantriebsmodells noch einige Jahre lang im Programm. Das alte Modell erhielt ab 1984 die Bezeichnung Chrysler Fifth Avenue (ohne „New Yorker“).
Zum Modelljahr 1988 brachte Chrysler die zweite Generation des New Yorker mit Frontantrieb auf den Markt. Sie basiert auf der neu entwickelten C-Plattform, die eine weitere Variante der K-Plattform ist. Der neue New Yorker wurde noch zwei Jahre lang parallel zum technisch veralteten, hinterradgetriebenen M-Body-Fifth Avenue produziert; erst im Sommer 1989 lief seine Fertigung nach insgesamt 13 Jahren aus.
Als Nachfolger des großen Fifth Avenue brachte Chrysler zum Modelljahr 1990 den frontgetriebenen New Yorker Fifth Avenue heraus, der technisch und stilistisch auf dem 1988 vorgestellten C-Body-New Yorker basiert. Für den New Yorker Fifth Avenue wurde die C-Plattform zur Y-Plattform weiterentwickelt. Die Änderungen zeigen sich vor allem in einer Verlängerung des Radstands und in Anpassungen der Aufhängung. Technisch ist der New Yorker Fifth Avenue so wie nahezu jedes andere in den 1980er-Jahren neu vorgestellte Chrysler-Modell ein Mitglied der K-Car-Familie. Sie ist die größte und schwerste K-Car-Variante.

## Modellbeschreibung

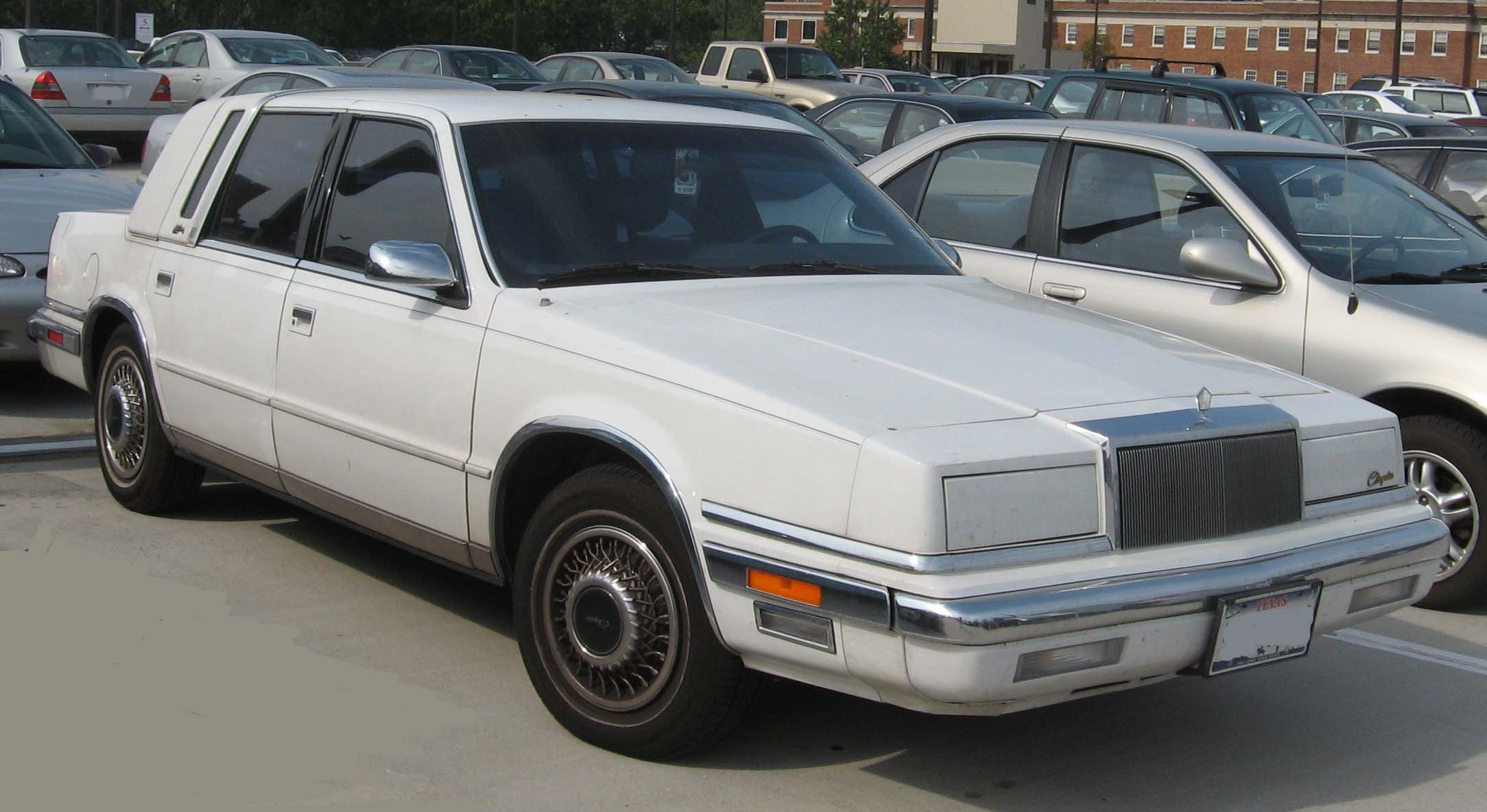
Eckige Frontpartie der Modelljahre 1990 und 1991

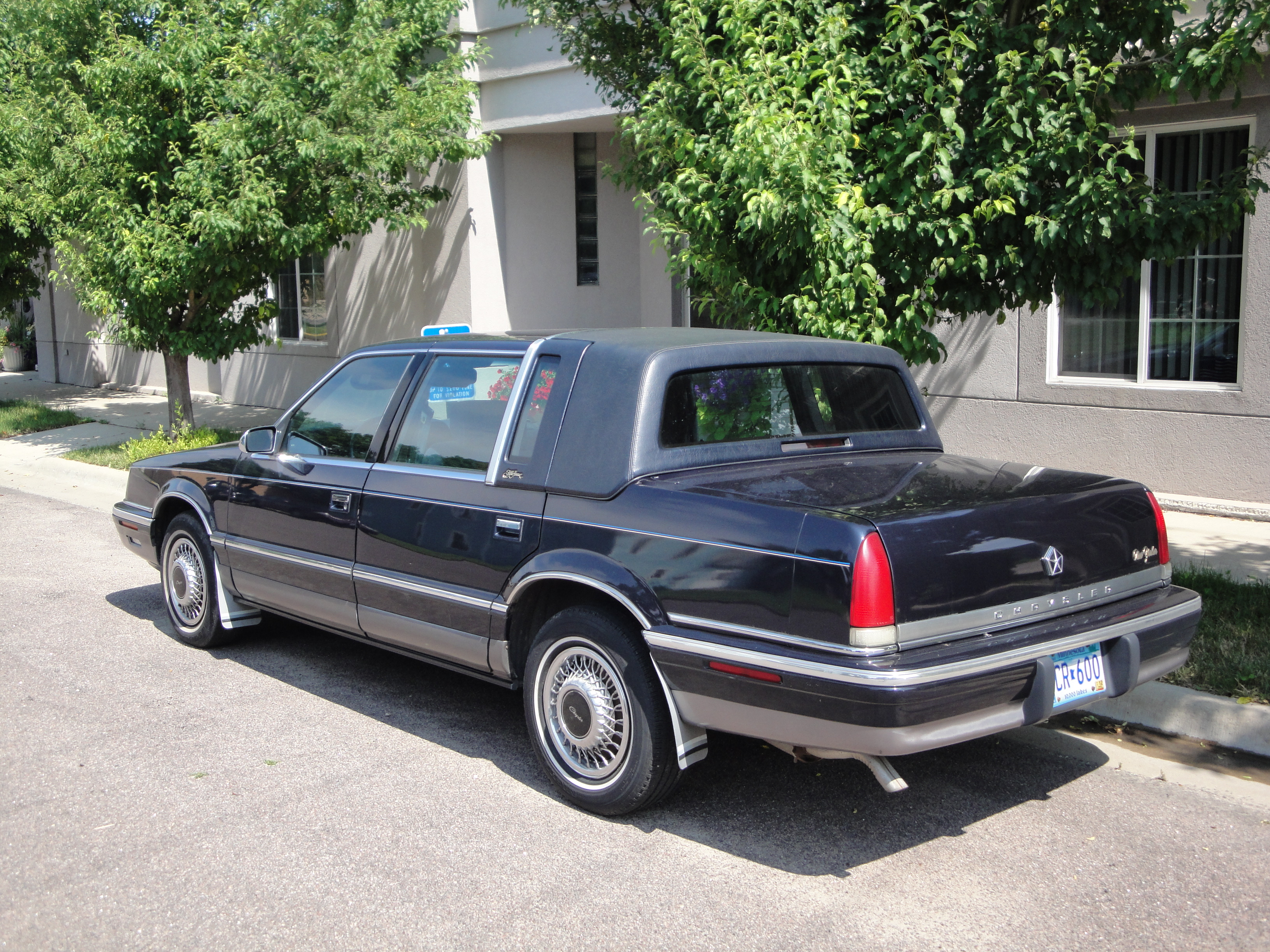
Heckpartie mit imitiertem Landauerdach (Modelljahr 1993)

### Karosserie
Der Chrysler New Yorker Fifth Avenue ist eine viertürige Stufenhecklimousine mit sechs Sitzplätzen. Die selbsttragende Karosserie besteht aus Stahlblech. Stilistisch entspricht der Aufbau weitestgehend dem kleineren New Yorker Landau. Der New Yorker Fifth Avenue hat aber einen um 130 mm verlängerten Radstand. Die Verlängerung wirkt sich ausschließlich auf den hinteren Passagierraum aus; der vordere Karosserieteil sowie das Heck stimmen vollständig mit dem kleineren Modell überein. Ein übereinstimmendes stilistisches Merkmal ist außerdem die mit Vinyl überzogene C-Säule, die ein Landauerdach imitieren soll. Äußerlich ist der New Yorker Fifth Avenue vor allem an den im Vergleich zum regulären New Yorker längeren hinteren Türen und dem zusätzlichen Seitenfenster in den Türen erkennbar. Dieses dritte Fenster ist in den Vinylbezug der C-Säule eingebettet.
Zum Modelljahr 1992 wurde die gesamte New-Yorker-Familie – und damit auch der New Yorker Fifth Avenue – in Details überarbeitet. Die Autos erhielten ein Facelift, das vor allem die Form der Front- und der Heckpartie betraf. Ziel war es, die teilweise als „martialisch“ empfundenen winkeligen Blechteile vorn und hinten weniger linear zu gestalten. Die beim ursprünglichen Entwurf nahezu senkrecht stehende Frontmaske ist bei den überarbeiteten Modellen angewinkelt, sodass der Eindruck einer Keilform entsteht. Die Ecken der Frontmaske sind abgerundet; Gleiches gilt für die Ecken der Scheinwerferabdeckung. Auch die Kühlermaske wurde neu gestaltet. An der hinteren Karosseriemaske änderte sich die Form der nach wie vor senkrecht stehenden schmalen Rückleuchten: Sie sind in dieser Version ebenfalls leicht abgerundet.

### Motorisierung und Kraftübertragung
Den Antrieb  übernehmen beim New Yorker Fifth Avenue ausschließlich vorn quer eingebaute Sechszylinder-V-Motoren, die die Vorderräder antreiben. Der große Achtzylindermotor, den es noch im Vorgängermodell gab, war im New Yorker Fifth Avenue nicht mehr erhältlich. Im Laufe der Produktionszeit standen zwei Motoren im Programm:
- Standardmotorisierung war von 1990 bis 1993 ein 3,3 Liter (3301 cm³, 201,4 cui) großer V6-Motor von Chrysler (Baureihe EGAV6) mit anfänglich 108 kW (147 PS) – später 112 kW (152 PS) – und 244 Nm Drehmoment. Er war in gleicher Ausführung auch im kürzeren New Yorker erhältlich. Im Modelljahr 1990 war er die einzige verfügbare Motorisierung des New Yorker Fifth Avenue.
- Ab 1991 war gegen Aufpreis eine auf 3,8 Liter (3778 cm³, 230,5 cui) vergrößerte Variante dieses Sechszylindermotors (Baureihe EGHV6) erhältlich. Ihre Leistung betrug ebenfalls 112 kW (152 PS); der Motor hatte aber mit 289 Nm ein deutlich höheres Drehmoment als die kleinere Ausführung.

Der New Yorker Fifth Avenue ist serienmäßig mit einem automatischen Vierganggetriebe ausgestattet.

### Fahrwerk
Das Fahrwerk des New Yorker Fifth Avenue entspricht weitgehend dem des kürzeren New Yorker. Allerdings hat der New Yorker Fifth Avenue hinten eine Niveauregulierung. ABS und hintere Scheibenbremsen waren gegen Aufpreis erhältlich.

### Fahrleistungen
Mit dem 3,3-Liter-Motor erreicht der New Yorker Fifth Avenue eine Höchstgeschwindigkeit von 182 km/h; von 0 auf 100 km/h beschleunigt er in 11,9 Sekunden. Die Höchstgeschwindigkeit des mit dem 3,8-Liter-Motor ausgestatteten Autos liegt bei 183 km/h, die Beschleunigung 0 auf 100 km/h erfolgt in 11,5 Sekunden.

## Rezeption
Der New Yorker Fifth Avenue wurde in der Presse kritisch aufgenommen. Neben dem veralteten, „erzkonservativen“ Design wurden insbesondere Schwächen im Fahrverhalten kritisiert.